# Borsig

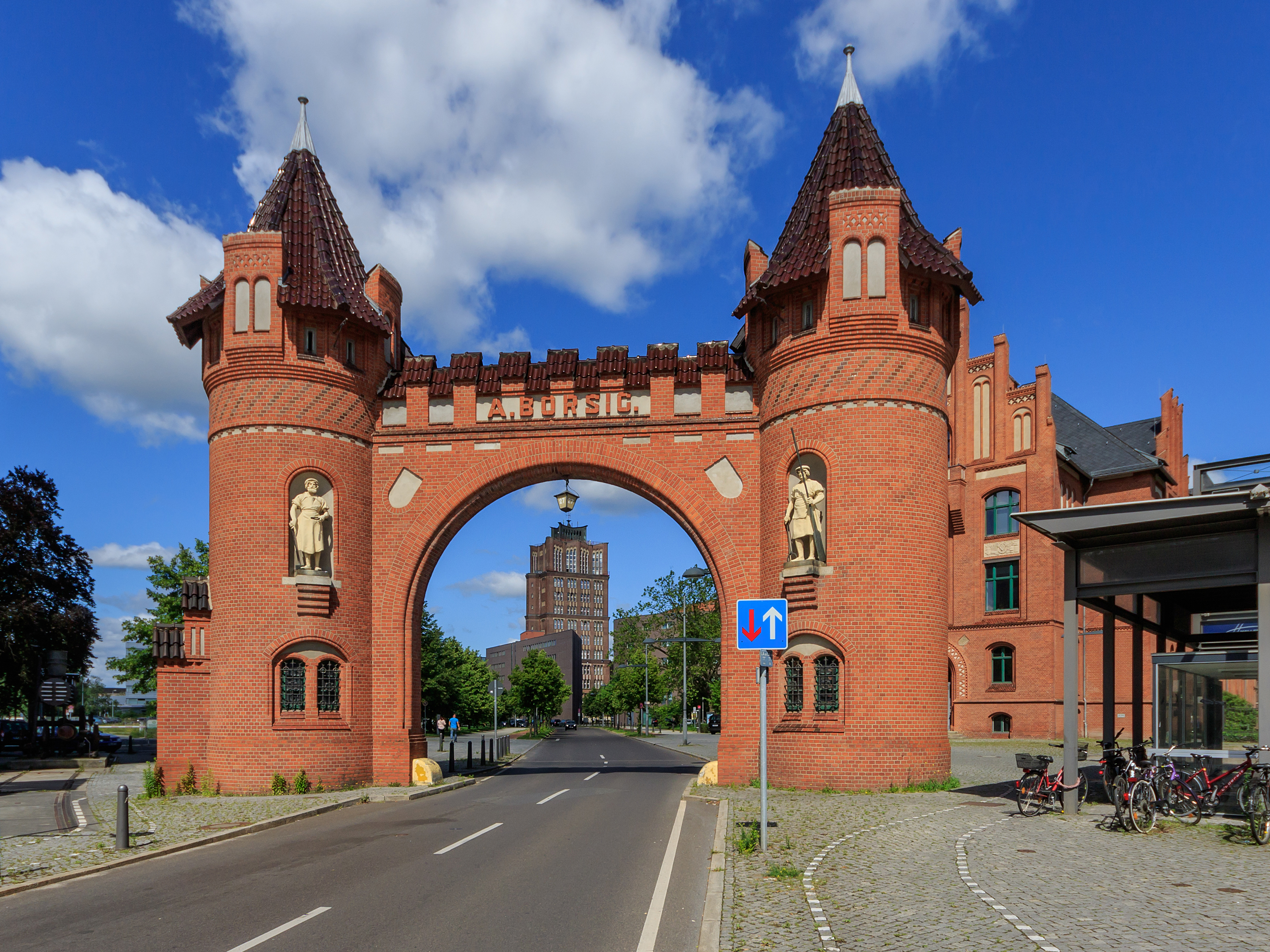
Az egykori Borsig vállalat bejárati kapuja napjainkban (Berlin-Tegel)

A berlini székhelyű Borsig vállalat Európa legnagyobb és a világ második legnagyobb gőzmozdonygyártója volt a 19. század második felében.

## Története

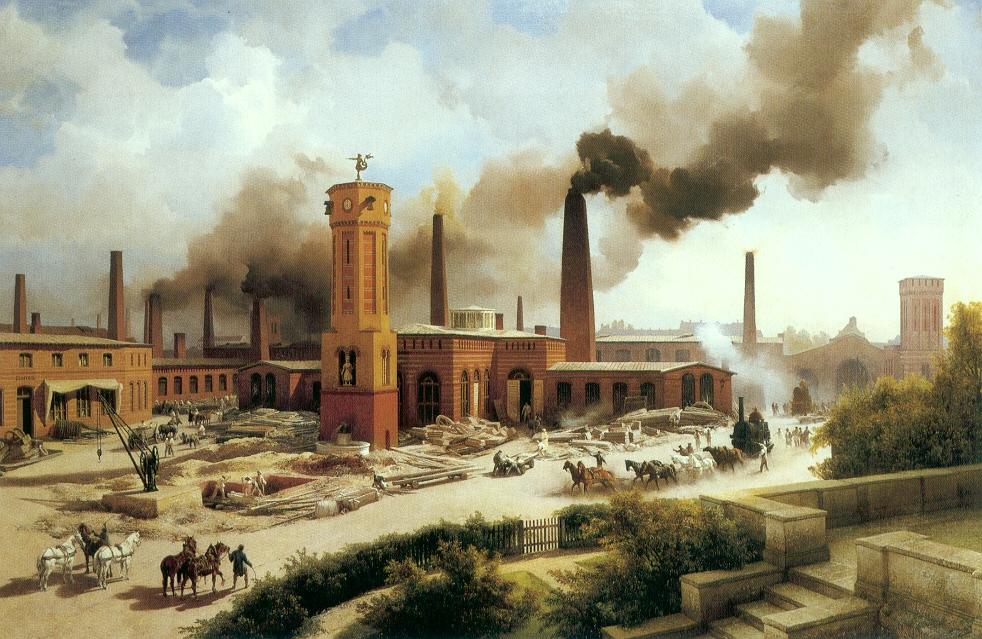
A Borsig vállalat 1847-ben

A vállalatot Johann Friedrich August Borsig alapította, aki évekig dolgozott Franz Anton Egells öntödéjében. 1837. július 22-én alapította meg saját öntödéjét és gépgyártó üzemét a berlini Feuerland kerületben, az oranienburgi kapu közelében. Az üzem kezdetekben saját csak használatra épített gőzgépeket, azonban 1839-ben már elvállalta a berlin–potsdami vasút gőzmozdonyainak javítását.
A Borsig vállalat 1840-ben építette meg első gőzmozdonyát, amely az 1-es sorszámot és a Borsig nevet kapta. A belső keretes, 2'A1 tengelyelrendezésű mozdony hengereit a kereten kívül, ferdén helyezték el. A gőzmozdonyt július 21-én versenyre nevezték egy George Stephenson által gyártott mozdony ellenében, a Berlin–Jüterbog közötti távon a Borsig-féle mozdony nyert tíz perces előnnyel. A verseny bebizonyította, hogy a mozdonyépítés terén akkor még tapasztalatlan németek is képesek legalább olyan jó mozdonyt építeni, mint az angolok, sőt, szakembereket sem kell külföldről invitálni.
A vállalat 1842-ben hat gőzmozdonyt épített a berlin–szczecini vasút és a felső-sziléziai vasút számára. A porosz vasút további 18 mozdonyt rendelt a gyártól, amely az 1844-es berlini ipari kiállításon mutatta be 24-es sorszámú gőzmozdonyát.
A gyár 14-es sorszámú gőzmozdonya jelentette a kiforrott technikát, amelyből 71 darabból álló sorozatot gyártottak 1843–1847 között. 1845-ben építették meg az első csatolt, több hajtott tengelyű mozdonyukat, 1851-ben pedig bemutatták az első szertartályos gőzmozdonyukat, ugyanebben az évben szállították le az első mozdonyokat külföldre. Az 1845–1847 közötti időszakban a vállalat 170 darab gőzmozdonyt gyártott.
A Borsig ebben az időszakban más jellegű megrendeléseket is teljesített, így a Sanssouci kastély parkjában épített szökőkúthoz gőzgép hajtású szivattyút szállított, valamint a potsdami Szent Miklós templom és a berlini királyi palota kupolájának vasszerkezetét gyártotta le.
A gyorsan bővülő német vasúthálózat bőséges megrendelést biztosított a gyárnak, amely 1847–1849 között hengerművel és kazánkovács részleggel bővült, a három részlegben összesen 1800 fő dolgozott. Az akkoriban hatalmasnak számító vállalatot az 1848 és 1852 közötti gazdasági válság sem rázta meg.
Az ezredik mozdony legyártását 1858. augusztus 21-én, számos híres vendég, köztük Alexander von Humboldt meghívásával ünnepelték. Ekkoriban a Borsig már 2800 főt foglalkoztatott, akik részére vállalat saját életbiztosítót, temetkezési alapot és takarékpénztárt alapított.
1862-ben a gyártás egy részét áttelepítették Sziléziába. A Borsig vállalat 1872-re Európa legnagyobb, az amerikai Baldwin Mozdonygyár után a világ második legnagyobb mozdonygyártójává vált.
August Julius Albert Borsig az apja halála után, 1854-ben vette át a vállalat irányítását, aki tovább bővítette a vállalatcsoportot, még abban az évben megalapította Dortmundban, a köln–mindeni vasút mellett felépített Maschinenfabrik Deutschland szerszámgépgyárat. Albert Borsig 1878-ban bekövetkezett halálával véget ért a Borsig vállalat sikere, a vállalat irányítását kuratórium vette át, mivel fiai kiskorúak voltak.
A vállalat 1898-ban új gyáregységet nyit Berlin Tegel nevű negyedében, így a vasút mellett közvetlen tengeri szállítást is vállalhatott. Az új gyáregységben nem csak gőzgépeket, mozdonyokat gyártottak, hanem hűtőgépeket, gőzhajókat és gőztraktorokat is. A vállalat 1900-tól jelentősen bővítette a keskeny nyomtávolságú ipari, a sűrített levegővel működő és a közúti vasúti mozdonyok gyártását, 1902-re az ilyen típusú mozdonyokból legyártotta az ezrediket. A gyár 1912-ben készítette el első villamosmozdonyát.
A Borsig vállalat 1926-ban korlátolt felelősségű társasággá alakult. Az 1920-as évek végén bekövetkezett világgazdasági válság hatására a Német Birodalmi Vasút egyre több mozdonyt szerzett be más gyártóktól, így a vállalat piaci részesedése csökkent. 1930-ra a Borsig csődközeli helyzetbe került, a felszámolástól az AEG-vel 1931-ben történő egyesülés mentette meg.
A mozdonygyártást 1934-ig a Borsig tegeli és az AEG hennigsdorfi gyáregységei között osztották meg. Az utolsó két, 05 001 és 05 002 sorszámú mozdony szerkezetét 1934 decemberében állították össze Tegelben, majd Hennigsdorfba átszállítva 1935-ben fejezték be.
1935 januárjában megalapították a Rheinmetall Borsig részvénytársaságot, amely során a tegeli mozdonygyártó műhelyt áttelepítették az AEG hennigsdorfi gyártelepére. A mozdonygyár többségi tulajdonosa 1938-tól a Harmadik Birodalom Reichswerke Hermann Göring nevű ipari konszernje lett.
A világháború után a mozdonygyár újra az állami tulajdonú Rheinmetall csoporthoz került, majd 1956-ban átvette a szintén állami tulajdonú salzgitteri acélmű. 1954-ig bezárólag mintegy 13 000 mozdonyt gyártottak Borsig név alatt. A gyár 1967-ben vált újra önállóvá, igaz rövid ideig, ugyanis 1970-ben az amerikai eredetű, főleg kazánok, vízmelegítők gyártásával foglalkozó Babcock németországi fiókvállalata vásárolta fel.

## Fordítás
- Ez a szócikk részben vagy egészben  a   Borsig (Unternehmen) című német Wikipédia-szócikk fordításán alapul.  Az eredeti cikk szerkesztőit annak laptörténete sorolja fel. Ez a jelzés csupán a megfogalmazás eredetét és a szerzői jogokat jelzi, nem szolgál a cikkben szereplő információk forrásmegjelöléseként.